# Виторио Венето (линеен кораб, 1937)
„Виторио Венето“ (на италиански: Vittorio Veneto) е италиански линеен кораб от типа „Литорио“ по времето на Втората световна война. Назован е в чест на победата при Виторио Венето на италианските войски над австрийците в края на 1918 г. Това е най-активния кораб на Реджа Марина в хода на войната: изпълнява 56 бойни задачи и изминава 17 970 мили в бойни условия в Средиземно море (1056 ходови часа с изразходване на 20 288 тона гориво). В ремонтни дейности и на док корабът престоява общо 199 дни.

## История
Корабът е заложен за строеж в корабостроителницата „Кантиери Риунити дел Адриатико“ в Триест на 28 октомври 1934 г., на единадесетата годишнина от „Маршът към Рим“ на италианските фашисти, начело с Бенито Мусолини. Спуснат е на вода на 25 юли 1937 г., като е достроен до 28 април 1940 г. В строя влиза на 1 май 1940 г., а до 2 август провежда курс по бойна подготовка. Първият боен поход на кораба се състои на 31 август 1940 г., когато голяма група на италианския флот (освен „Виторио Венето“, в нея взимат участие „Литорио“, „Джулио Чезаре“, „Конте ди Кавур“ и „Кайо Дуилио“, както и 10 крайцера и 34 разрушителя) се отправя на открито стълкновение със Средиземноморския флот на Англия, базиран в Александрия. Английската авиация успява да открие италианското съединение, и британците отстъпват назад (за това спомага и лошото време). Италианците се завръщат в базата, но на 6 септември за втори път излизат за генерално сражение с англичаните, този път към Гибралтар, но и тази битка не се състои.

### Нападение в Таранто
До ноември всички линейни кораби остават в Таранто, представлявайки заплаха за британците: тези пет съда са съпровождани от девет крайцера и голям брой кораби от други класове, а самото пристанище е прикривано от 21 90-mm зенитни оръдия, няколко десетки зенитни автомата от 37-mm и 20-mm калибър, 27 аеростата и голям брой прожектори. Италианците обаче нямат радиолокационни станции, а противоторпедното мрежово заграждение около корабите е недостатъчно. През вечерта на 11 ноември английският самолетоносач „Иластриъс“ приближава на 170 мили от Таранто, оставайки неоткрит. В 20:35 ч. група от 21 палубни торпедоносеца „Суордфиш“ атакува италианския флот, а след час друга група нанася втори удар. По „Виторио Венето“ са пуснати две 450-mm авиоторпеда, които не попадат в целта, но три други кораба, „Литорио“, „Конте ди Кавур“ и „Кайо Дуилио“, са торпилирани и излизат за дълго време от строя („Конте ди Кавур“ не успява повече да участва във военни действия). Тази атака изменя съотношението на силите в Средиземноморието в полза на англичаните.

### Битка при нос Спартивенто
„Виторио Венето“ се пребазира в Неапол, където опасността от налети е по-малка. На 27 ноември, заедно с „Джулио Чезаре“, шест крайцера и четиринадесет разрушителя под командването на адмирал Кампиони, линейият кораб напуска Неапол за прехващане на британски конвой, плаващ по маршрута Гибралтар—Малта. В състава на силите за прикритие на конвоя са линейния крайцер „Ринаун“, самолетоносача „Арк Роял“, два крайцера и десет разрушителя, а на помощ насреща им от Александрия идват линейния кораб „Рамилиес“, три крайцера и пет разрушителя. Благодарение на въздушното си разузнаване, Кампиони получава сведения за втората група и малко след началото на схватката прекъсва контакта с конвоя и групата му за прикритие, за да не изложи корабите си на неоправдан риск. Сражението за италианския линеен кораб се ограничава с четири залпа на „Виторио Венето“ от голяма дистанция по британските крайцери, като един от тях, „Беруик“, получава сериозно попадение. Тази схватка получава името битка при нос Теулада (Спартивенто).

### На котва в Неапол
Вечерта на 8 януари 1941 г., британците организират въздушна атака на Неапол и повреждат „Джулио Чезаре“, който е принуден на следващия ден да отиде на ремонт в Специя. До март италианците имат на разположение само един боеспособен линеен кораб – „Виторио Венето“. За него се предполага да се използва в съчетание с големи крайцерски съединения срещу британските конвои в Гърция, и за целта е планирана операция на 24 март. Готовност за поддръжка имат германските пилоти от 10-и авиационен корпус и италианските пилоти на кралските ВВС. Операцията е отложена за два дни по искане на германците, които се стремят да установят по-ясно взаимодействие с италианците по време на изпълнението на самата операция.

### Битка при нос Матапан
Немското въздушно разузнаване допуска сериозна грешка: според немските данни, в източното Средиземноморие британците разполагат само с линейния кораб „Валиънт“. Вечерта на 26 март „Виторио Венето“, под командването на адмирал Анжело Якино напуска Неапол, придружен от крайцерите „Зара“, „Пола“, „Фиуме“, „Болцано“, „Тренто“ и „Триест“, леките крайцери „Абруци“ и „Гарибалди“ и 13 разрушителя. Намерението на италианците е да атакуват английските конвои, пътуващи от Александрия до пристанищата в Гърция, но към 12:20 часа на следващия ден, британска патрулна летяща лодка тип „Съндърланд“ открива италианските кораби и проваля опита за изненадваща атака. На сутринта на 28 март, три италиански крайцера се натъкват на външното бойно прикритие на британската ескадра, състояща се от линейните кораби „Валиънт“, „Баръм“ и „Уорспайт“, самолетоносача „Формидабъл“ и девет разрушителя.
Британските крайцери „Глостър“, „Аякс“, „Орион“ и „Пърт“, прикриват заедно с четири разрушителя конвоя, отправил се към Гърция, и се намират на 30 мили южно от остров Гуадо, когато откриват на своя път италианските крайцери. Англичаните се впускат в преследване на италианците, които от своя страна носочват към тях главните си сили. В 10:58 ч. „Виторио Венето“ влиза в бой, откривайки огън от 381-милиметровите си оръдия по „Орион“ от дистанция 23 километра, но няма преки попадения. Англичаните поставят плътна димна завеса и под нейното прикритие се оттеглят от боя, като за наблюдение остава само „Глочестър“, който безрезултатно обстрелва „Виторио Венето“. В 11:27 ч. шест палубни торпедоносеца „Албакор“ атакуват линейния кораб и го принуждават да прекрати стрелбата по „Глочестър“, но не успява да го торпилират. На помощ на италианците се включват два изтребителя-бомбардировачи Junkers Ju 88, но палубните изтребители на англичаните „Фулмар“ свалят единия и прекратяват атаката на немците. В тази обстановка, адмирал Якино заповядва курс към базата. По този начин, итало-немската операция се оказва провалена. В 11:30 ч. италианците започват отстъплението си, отбивайки атаките на британските торпедоносци. Започвайки от 12:07 ч., Албакорите в течение на 5 часа предприемат 11 атаки, а в 14:20 и 14:50 ч. се включват и бомбардировачи „Бристол Бленхайм“, базирани в Гърция, които опитват да нанесат два бомбени удара.
В 15:19 ч. три самолета „Албакор“, два „Суордфиш“-а и два „Фулмар“-а предприемат атака над „Виторио Венето“. Единият „Албакор“ е свален във водата на около 1000 метра от кораба, но пуснатото от него 450-mm торпедо попада в италианския съд – то се взривява под кърмата откъм десния борд, над десния гребен винт (приблизително на шест метра под ватерлинията). Взривът на 227-килограмовото торпедо довежда до огромни разрушения: пробойна с размери 9 на 3 метра, интензивно нахлуваща вода в коридора към десния външен гребен вал, деформиран и заклинен вал (заедно със спомагателния рул на десния борд), теч в надлъжните и напречните прегради в областта на четвърта електростанция. Освен това, въпреки бойната тревога, няколко водонепроницаеми люка и врати в района на повредите се оказват незатворени. В 15:30 ч. корабът спира: към този момент 3500 тона вода вече са проникнали в кърмовата част, корабът има диферент на кърмата около три метра и крен на десния борд от около четири и половина градуса. Пуснатите допълнително бомби от бомбардировачите „Бленхайм“ довеждат до изваждане от строя на рулевата машина на главния рул и усилване на течовете в кърмовата част.
Аварийните команди предприемат интензивни мерки за локализиране на пробойната, херметизиране и изпомпване на водата от помещенията, но техните възможности са намалени поради наводнението на кърмовото отделение и недостатъчното преносно оборудване. Въпреки това, към 16 часа нахлуването на водата е спряно, кренът е ликвидиран, а диферентът – намален. В 16:42 ч. корабът започва бавно да се движи с помощта на турбините на левия борд и набира ход от 10 възела, а към 18:20 ч. достига скорост от 16 възела. Адмирал Якино съобщава на командването за положението и иска въздушно прикритие, но получава отказ, тъй като според разузнавателните доклади, британското съединение от линеен кораб и самолетоносач се намира на 175 мили от мястото на „Виторио Венето“. Адмирал Андрю Кънингам с три линейни кораба се намира на разстояние от 50 мили, приближавайки със скорост от 7 мили/час. В 19:00 ч. „Виторио Венето“, заобиколен от крайцери и разрушители, увеличава скоростта си до 19 възела. По това време осем торпедоносеца от „Формидабъл“ отново атакуват италианската ескадра и повреждат сериозно тежкия крайцер „Пола“. На помощ на повредения крайцер Якино отделя корабите „Зара“ и „Фиуме“, а самият той се оттегля към базата си. Макар че „Виторио Венето“ успява да се завърне, останалите три кораба са лесно унищожени от 381-милиметровите британски оръдия, тъй като английските кораби разполагат с радиолокационни устройства, позволяващи водене на огън нощно време.

### Опити за прехващане на конвоите от Гибралтар до Малта
По време на целия преход до Таранто, на линейния кораб продължава борбата с навлизането на вода и се налага скоростта да се намали поради навлизането на вода в системата за смазване на основните лагери. Ремонтът на кораба отнема четири месеца, и едва през август „Виторио Венето“ отново е готов за бойни действия. На 23 август 1941 г. корабът, заедно с „Литорио“ и четири крайцера, съпроводени от ескорт разрушители, излиза в морето, за да пресече пътя на английско съединение на път от Гибралтар към Малта. Британският отряд се състои от линейния кораб „Нелсън“, самолетоносача „Арк Роял“ и крайцер, заедно с няколко разрушителя. Скоро след откриването от англичаните на италианската ескадра, те поемат обратен курс към базата си. Малко след това, същото правят и италианците.
На 24 септември конвой от девет товарни кораба излиза от Гибралтар и поема към Малта. Италианците допускат грешка, смятайки, че съставът на охраната на корабите не е променен: в действителност в помощ на конвоя са привлечени и линейните кораби „Родни“ и „Принцът на Уелс“. Британците се опитват да въвлекат италианския флот в генерално сражение. На 26 септември, същата ескадра под флага на адмирал Якино, в състав „Виторио Венето“, „Литорио“, пет крайцера и четиринадесет разрушителя, напуска Неапол и се отправя на пресечен курс на британските кораби. На следващата вечер, „Нелсън“ е улучен от торпедо от италиански самолет и остава с конвоя, а останалата част от корабите за охрана се отправят на север за сражение с италианците. Въпреки това, нито едната, нито другата страна не успява да открие противника, макар че за известно време двете ескадри плават на паралелен курс на разстояние от около 70 мили. В 14:00 ч. Якино заповядва прекратяване на бойната мисия и завръщане в базата.
На 13 декември „Витторио Венето“, „Литорио“ и четири разрушителя извършват далечно прикритие на конвой от пет транспорта, плаващи за Триполи. На 14 декември, в 8:59 ч., връщайки се към базата си, „Виторио Венето“ влиза в бой с подводницата „Урге“ край нос Арми в Месинския пролив. Подводницата успява да изстреля три торпеда. Едно от тях се взривява в левия борд, в района на кърмовата 381-милиметрова кула. Силата на взрива на 340-килограмовия заряд пробива дори конструктивната подводна защита: във външната обшивка се образува пробойна с размери 13x6 метра, а корабът поема 2032 тона морска вода и получава крен от три и половина градуса на десния борд и диферент на кърмата около 2,2 метра. Убити са няколко десетки моряка, и приблизително толкова са ранени. Кренът е намален до един градус, но диферентът не е отстранен напълно чак до завръщането в базата. Корабът пристига в Таранто на собствен ход, но ремонтът му отнема четири месеца. По това време от екипажа му са отделени моряци за разрушителя Любляна и др.
„Виторио Венето“ се завръща в строя през юни 1942 г. В средата на месеца англичаните опитват да преведат два конвоя до Малта: в първия, тръгващ от Гибралтар, влизат пет транспорта, охранявани от линейния кораб „Малая“, два самолетоносача, четири крайцера и седемнадесет разрушителя. Във втория конвой, тръгващ от изток от Александрия, влизат 11 транспорта под охраната на средиземноморската ескадра. И двата конвоя трябва да пристигнат в Малта едновременно. В 14:30 ч. на 14 юни „Виторио Венето“ и „Литорио“ излизат от Таранто за прехващане на източния конвой (крайцерският дивизион от Палермо се отправя към западния конвой).
Прехващането на източния конвой е планирано за 9:30 ч., но е провалено поради започналите атаки на англо-американската авиация: самолетите атакуват непрекъснато от 3:40 до 9:30 ч. Немската авиация не успява да спре налетите на съюзниците, и едно торпедо попада в тежкия крайцер „Тренто“, а авиобомба улучва „Литорио“ в първата 381-милиметрова кула. В 15:00 ч. адмирал Якино осъзнава, че е напът да започне нощен бой, за който италианците не са готови, и променя планирания курс на прехващане за следващото утро, а по-късно изцяло отменя операцията. При отхода на италианците, те отново са подложени на торпедна атака от бомбардировачи „Викерс Уелингтън“: в условията на отсъстващо въздушно прикритие „Литорио“ е торпилиран, а „Тренто“ е улучен от още две торпеда от подводницата „Амбра“ и потъва. Останалите италиански кораби благополучно се завръщат в базите си. Единственият им успех е завръщането в Александрия на източния конвой (към Малта продължава само един транспорт, който успява да пристигне в Ла Валета).

### Пребазиране
Липсата на гориво довежда до това, че „Виторио Венето“ повече не е привличан за операции. На 12 ноември корабът, заедно с „Литорио“, е пребазиран от Таранто в Неапол, а на 6 декември, заедно с линейния кораб „Рома“ – в Специя. Линейните кораби са използвани там като плаващи зенитни батареи: оръдията от калибър 381 и 152 са специално преустроени за стрелба по самолети, и в боекомплектите им са включени фугасни снаряди с дистанционни взриватели.
На 5 юни 1943 г., по време на масирано въздушно нападение над Специя, американски бомбардировачи B-17 пускат две 908-килограмови бронебойни авиобомби в носовия край на „Виторио Венето“ (първата попада от страната на левия борд край 381-милиметровата кула в района на шпангоут 159, пробива всички палуби, цилиндричната конструктивна подводна защита и потъва без да се взриви; а втората попада също от страната на левия борд след шпила в района на шпангоут 197, преминава през цялата корабна конструкция и се взривява под дъното на кила). Корабът отива на ремонт в Генуа, откъдето се завръща след месец ремонт обратно в Специя. Там „Виторио Венето“ остава на котва до капитулацията на Италия.

### Предаване на кораба на британците
На 9 септември 1943 г. „Виторио Венето“ напуска Специя и в състава на ескадра се отправя към остров Сардиния. На същия ден обаче, германците спешно овладяват Сардиния, и италианците са принудени да се отправят към Малта за предаване на съюзниците. Заедно с ескадрата, „Виторио Венето“ пристига в Ла Валета на 11 септември, а след три дни заминава за Александрия, където пристига на 17 септември. Месец по-късно линейният кораб пуска котва в Голямото солено езеро (в зоната на Суецкия канал), където остава до 6 февруари 1946 г. (на този ден заминава за Италия). На 9 февруари корабът пристига в Августа (Сицилия), а на 14 октомври се завръща в Специя. На 3 януари 1948 г. линейният кораб е изваден от състава на флота. По условията на Парижкия мирен договор е предаден на Великобритания, но тя предлага на италианците да го нарежат за скрап, което е извършено от 1953 до 1955 г. в Специя.

## Командири на кораба
- Джузепе Спарцани (30 април 1940 – 17 февруари 1942)
- Корсо Пекори Жирарди (18 февруари 1942 – 4 ноември 1943)
- Лучано Сотгю (5 ноември 1943 – 13 януари 1944)
- Родолфо дел Миньо (14 януари 1944 – 30 май 1945)
- Франческо Мимбели (31 май 1945 – 10 май 1946)
- Марко Каламаи (11 май 1946 – 22 юни 1947)
- Ернесто Нотари (23 юни – 5 септември 1947)
- Марио Барталези (6 септември – 30 декември 1947)
- Бруно Цани (31 декември 1947 – 2 юни 1948)